# Réserve nationale Katalalixar
La réserve nationale Katalalixar est une réserve naturelle située dans l'archipel Campana, entre le champ de glace Sud de Patagonie et le champ de glace nord de Patagonie, dans la région Aisén del General Carlos Ibáñez del Campo, au Chili. La réserve, créée en 1983, ne possède par d'infrastructure. Elle couvre une superficie de 6 245 km2 et se trouve au sein de l'écorégion Forêt magellanique subpolaire, la biodiversité y est plus riche que dans d'autres secteurs de la Zona Austral. La zone où se trouve la réserve a probablement été recouverte par l'inlandsis de Patagonie pendant la dernière ère glaciaire.